# Tripla doppia
Tripla doppia è il termine che nella pallacanestro definisce una prestazione di un singolo giocatore, capace di raggiungere in una partita la doppia cifra in tre delle seguenti voci statistiche: punti, rimbalzi, assist, recuperi, stoppate. Il modo più comune di raggiungere una tripla doppia è attraverso le prime tre voci, anche se non sono rari i casi di particolari prestazioni difensive in cui sono stati realizzati almeno 10 recuperi o stoppate.

## NBA
La tripla-doppia divenne una statistica ufficialmente registrata nella NBA a partire dalla stagione 1979-80. In quella stagione ci furono 32 triple-doppie. Dalla stagione 1979-80 alla stagione 1990-91, l'NBA registrò un totale di 543 triple-doppie, per una media di 45.25 triple doppie a stagione. Questo può essere in gran parte attribuito a Magic Johnson, che fu responsabile di 137 delle triple doppie (circa il 25.23%) fatte registrare in questo arco di tempo. Dopo il ritiro di Magic nel 1991, il numero di triple doppie nella lega diminuì. Dalla stagione 1991-92 a quella 2014-15, ci sono state solo 841 triple-doppie, cioè circa 35.04 triple doppie a stagione. Jason Kidd fece registrare il maggior numero di triple doppie in questo lasso di tempo con 107, ben 68 in più del secondo giocatore LeBron James. Dalla stagione 2016-17 a quella 2018-19, la NBA registrò 352 triple doppie, ovvero circa 117.33 triple doppie a stagione: in quei tre anni, Russell Westbrook ha registrato 101 triple doppie (il 28.69% del totale).

### Giocatori col maggior numero di triple doppie

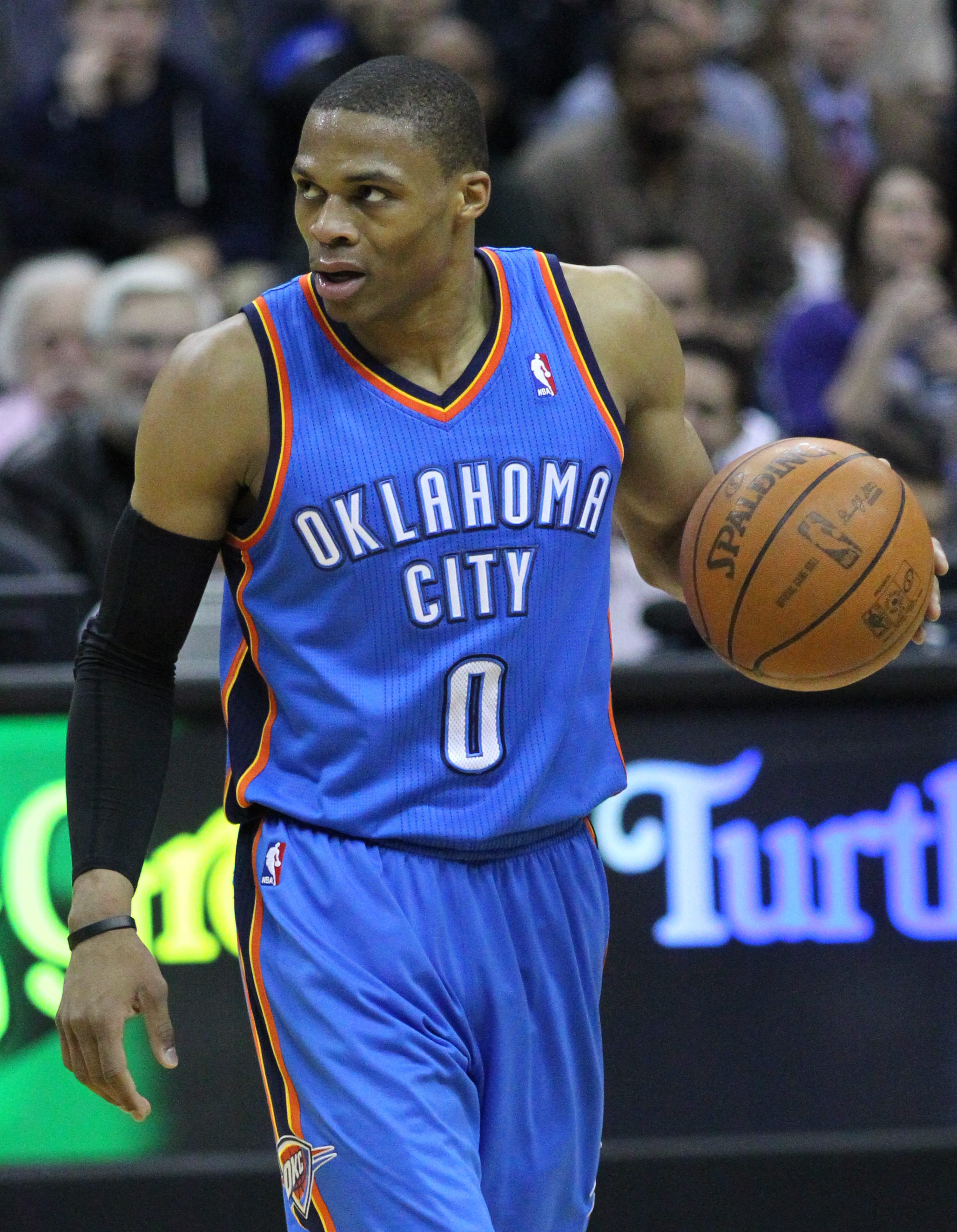
Russell Westbrook detiene il record di triple doppie della storia NBA in partite di stagione regolare

Russell Westbrook è il giocatore con il maggior numero di triple doppie realizzate in carriera in partite di stagione regolare: 203; seguono Oscar Robertson, a quota 181, e Nikola Jokić con 163. Nella stagione 2016-2017, Russell Westbrook ha conseguito il primato di 42 triple doppie realizzate in una sola stagione. Il record di 181 triple doppie detenuto da Oscar Robertson è rimasto imbattuto per quasi 50 anni: Robertson è stato il primatista dalla stagione 1961-62 e ha siglato la sua ultima tripla doppia in carriera, la 181ª, il 24 marzo 1974. Russell Westbrook ha eguagliato il suo record l'8 maggio 2021 e ha stabilito la sua 182ª tripla doppia il 10 maggio 2021, sul campo degli Atlanta Hawks, divenendo leader assoluto della statistica.

#### Regular-season

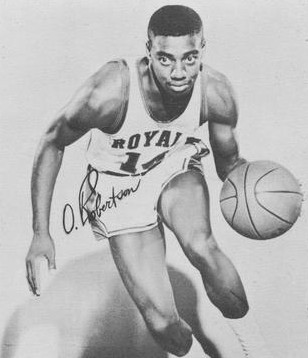
Oscar Robertson è stato il detentore del record per il maggior numero di triple doppie in carriera nella storia della NBA, nelle partite di regular-season, per 59 anni, dalla stagione 1961-62 al 10 maggio 2021

La classifica sottostante riporta i 15 giocatori NBA col maggior numero di triple doppie nella stagione regolare, ed è aggiornata al 18 marzo 2025. Le triple doppie conseguite nelle partite di play-in non sono ufficialmente considerate dalla NBA nel computo di quelle realizzate nella stagione regolare o durante i play-off.
| Posizione | Nome                  | N° triple doppie |
| --------- | --------------------- | ---------------- |
| 1         | Russell Westbrook     | 203              |
| 2         | Oscar Robertson       | 181              |
| 3         | Nikola Jokić          | 164              |
| 4         | Magic Johnson         | 138              |
| 5         | LeBron James          | 122              |
| 6         | Jason Kidd            | 107              |
| 7         | Luka Dončić           | 82               |
| 8         | James Harden          | 79               |
| 9         | Wilt Chamberlain      | 78               |
| 10        | Domantas Sabonis      | 67               |
| 11        | Larry Bird            | 59               |
| 12        | Giannīs Antetokounmpo | 53               |
| 13        | Fat Lever             | 43               |
| 14        | Bob Cousy             | 33               |
| 14        | Ben Simmons           | 33               |

#### Play-off

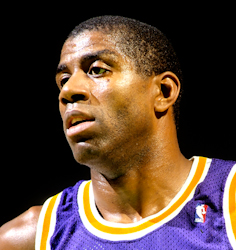
Magic Johnson detiene il record (30) di triple doppie nei play-off NBA

Si riporta di seguito la lista dei 10 giocatori che hanno realizzato nel corso della loro carriera il maggior numero di triple doppie nei play-off NBA. I dati sono aggiornati al 31 dicembre 2024.
| Posizione | Nome              | N° triple doppie |
| --------- | ----------------- | ---------------- |
| 1         | Magic Johnson     | 30               |
| 2         | LeBron James      | 28               |
| 3         | Nikola Jokic      | 21               |
| 4         | Russell Westbrook | 12               |
| 5         | Jason Kidd        | 11               |
| 6         | Rajon Rondo       | 10               |
| 6         | Draymond Green    | 10               |
| 6         | Larry Bird        | 10               |
| 6         | Luka Dončić       | 10               |
| 10        | Wilt Chamberlain  | 9                |

#### Finals

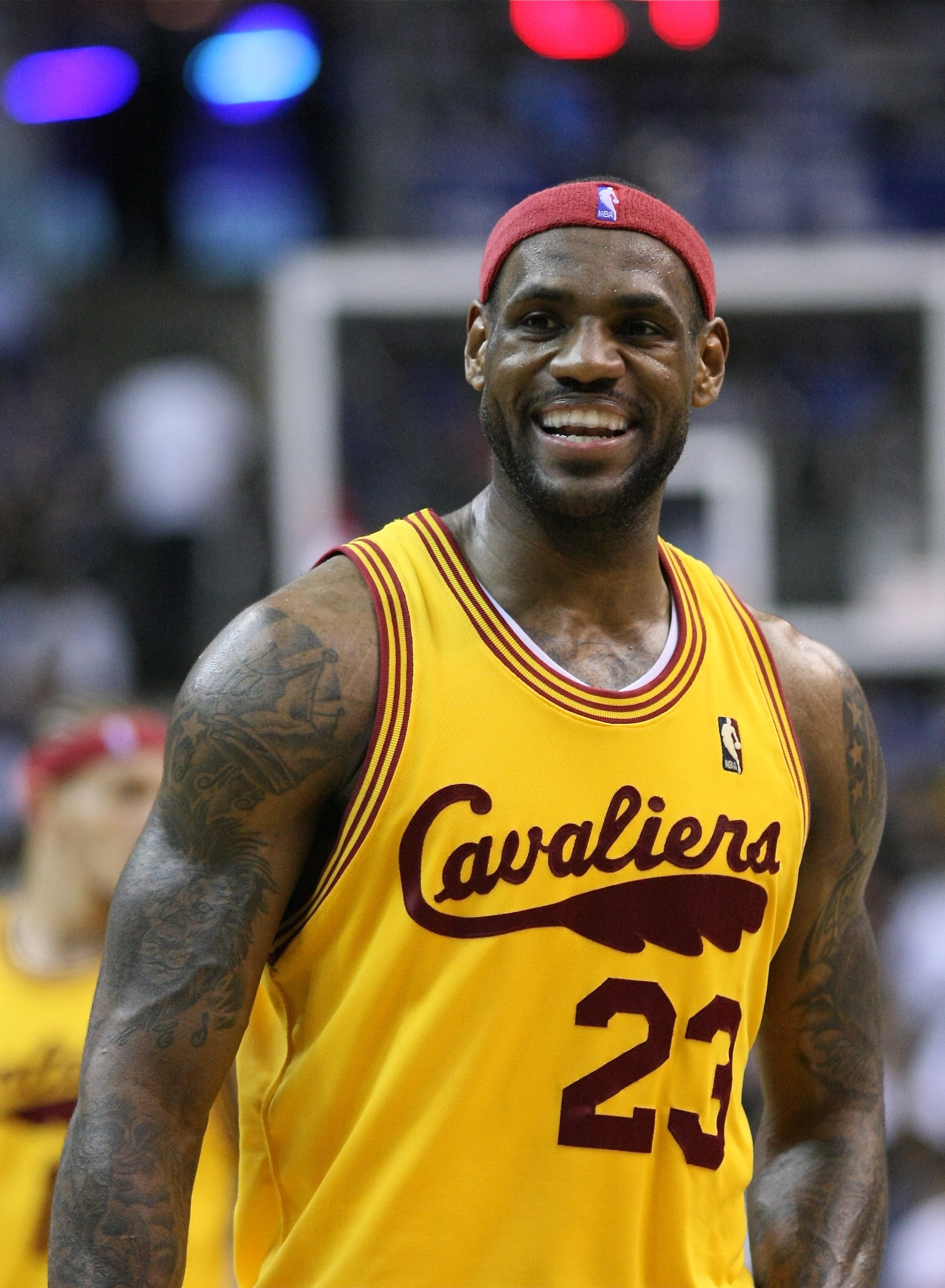
LeBron James detiene il record (10) di triple doppie nelle finali NBA

Il giocatore col maggior numero di triple doppie nelle finali NBA è LeBron James: 10. Segue al secondo posto Magic Johnson con 8.
LeBron James è anche l'unico giocatore della storia ad aver chiuso una serie finale in tripla doppia di media: nel 2017, nella serie vinta dai Golden State Warriors, James ha mantenuto nel corso delle 5 partite una media di 33,6 punti, 12 rimbalzi e 10 assist.

### Altri record e triple doppie notevoli
- Oscar Robertson (nel 1962), Russell Westbrook (nel 2017, nel 2018, nel 2019 e nel 2021) e Nikola Jokić (nel 2025) sono gli unici giocatori della storia ad aver realizzato nel corso di un'intera stagione una tripla doppia di media a partita[13]. Andò molto vicino a tale impresa anche Magic Johnson nella stagione 1982-83. Westbrook, inoltre, è l'unico giocatore della storia ad aver realizzato per tre stagioni consecutive (dal 2017 al 2019) una tripla doppia di media a partita.
- Russell Westbrook ha stabilito nel corso della stagione 2016-17 in tre occasioni una tripla doppia con almeno 50 punti[5].
- Nikola Jokić è il giocatore ad avere realizzato la tripla doppia col maggior numero di punti segnandone 61 insieme a 10 rimbalzi e 10 assist il 1 aprile 2025 nella sconfitta a due overtime dei suoi Denver Nuggets contro  Minnesota Timberwolves. Dietro di lui Luka Dončić con 60 punti 21 rimbalzi e 10 assist e James Harden con 60 punti 11 rimbalzi e 11 assist. [14][15][16]
- Il più giovane giocatore ad aver mai realizzato una tripla doppia è Josh Giddey, che il 2 gennaio 2022, a soli 19 anni e 84 giorni, ha realizzato 17 punti, 13 rimbalzi e 14 assist contro i Dallas Mavericks[17][18]. Seguono LaMelo Ball (19 anni e 140 giorni), Markelle Fultz (19 anni e 317 giorni) e Luka Dončić (19 anni e 327 giorni)[17]. Nessun altro giocatore ha realizzato una tripla doppia a meno di venti anni di età[17].
- Il più vecchio giocatore ad aver mai realizzato una tripla doppia è stato Karl Malone, che il 28 novembre 2003, a 40 anni, segnò 10 punti, 11 rimbalzi e 10 assist contro i San Antonio Spurs.
- Oscar Robertson detiene il record per il maggior numero di triple doppie messe a referto da un rookie: 26, nel suo primo anno ai Cincinnati Royals nel 1961-62. Al secondo posto di questa classifica vi è Ben Simmons, con 12 triple doppie realizzate nella stagione 2017-18.
- Wilt Chamberlain, Russell Westbrook e Nikola Jokić sono gli unici giocatori della lega NBA ad aver mai realizzato una doppia-tripla doppia, che consiste nel raggiungere un minimo di 20 realizzazioni in almeno 3 delle 5 diverse voci statistiche (punti, rimbalzi, assist, palle rubate e stoppate). Nel 1968, infatti, Chamberlain mise a segno in una sola partita 22 punti, 25 rimbalzi e 21 assist, Westbrook il 2 aprile 2019 ha realizzato 20 punti, 20 rimbalzi e 21 assist mentre Jokić l'8 marzo 2025 ha realizzato 31 punti, 21 rimbalzi e 22 assist.
- Il primo giocatore ad aver realizzato una tripla doppia in un All-Star Game fu Michael Jordan, che la mise a segno nell'edizione del 1997 con 14 punti, 11 rimbalzi e 11 assist. Gli altri giocatori a riuscire nell'impresa sono stati: nel 2011 LeBron James con 29 punti, 12 rimbalzi e 10 assist; Dwyane Wade nel 2012 con 24 punti, 10 rimbalzi e 10 assist; Kevin Durant nel 2017 con 21 punti, 10 rimbalzi e 10 assist.
- A Russell Westbrook appartiene anche il record per il maggior numero di partite consecutive concluse con una tripla doppia: 11, ininterrottamente dal 24 gennaio al 15 febbraio 2019 per il giocatore degli Oklahoma City Thunder. Altri giocatori ad aver fatto registrare una striscia di partite in tripla doppia: lo stesso Westbrook, a quota 7, nella stagione 2016-17; Michael Jordan, anche lui a quota 7 nel 1988-89, Elfrid Payton e Nikola Jokić hanno realizzato una sequenza di 5 triple doppie rispettivamente nel 2019 e 2024; a quota 4 LeBron James nel 2015 e Nikola Jokić nel 2024.
- La tripla doppia messa a referto da Draymond Green nella vittoria dei suoi Golden State Warriors per 122-107 sui Memphis Grizzlies dell'11 febbraio 2017 è la prima nella storia della Lega ad essere arrivata senza la doppia cifra nei punti realizzati: (4 punti), 12 rimbalzi, 10 assist e 10 palle recuperate. A queste cifre vanno poi sommate 5 stoppate (Green è diventato il primo giocatore della storia NBA con 10 recuperi e 5 stoppate dal 1973-74, stagione in cui si è cominciato a tenere il conto di queste categorie statistiche).
- Wilt Chamberlain e Nikola Jokić sono gli unici giocatori nella storia dell'NBA ad aver realizzato una tripla doppia con almeno 30 punti e senza sbagliare un tiro[19].
- Nella notte del 16 febbraio 2018, Nikola Jokić ha fatto registrare la tripla doppia più veloce nella storia dell'NBA. Il centro serbo raggiunge la doppia cifra in punti, assist e rimbalzi in appena 14 minuti e 33 secondi, battendo così il precedente record di 17 minuti appartenente a Jim Tucker, cestista dei Syracuse Nationals. Prima dell'impresa di Jokic, tale record era rimasto imbattuto per più di 60 anni[20].
- LeBron James, Russell Westbrook e Luka Dončić sono gli unici giocatori nella storia della NBA ad aver realizzato almeno una volta una tripla doppia contro ognuna delle 30 franchigie.[21] Russell Westbrook ne ha realizzate almeno due contro ognuna delle 30 franchigie.
- Stephen Curry e Draymond Green sono diventati nel 2019 la prima coppia di compagni di squadra capace di realizzare una tripla doppia in una partita di playoff: il primo ha mandato a referto 37 punti con 12 rimbalzi e 11 assist, Green ha chiuso a sua volta con 18 punti, 14 rimbalzi e 11 assist.
- Jamal Murray e Nikola Jokić sono la prima coppia di compagni di squadra a realizzare una tripla doppia nella stessa partita di finale e i primi a farlo segnando 30 punti ciascuno in qualsiasi partita della storia NBA sia regular season o playoff.
- Russell Westbrook è stato l'unico giocatore nella storia della NBA a concludere due partite con una tripla doppia da almeno 20 assist ed almeno 20 rimbalzi. La prima il 3 aprile 2019 nella gara tra gli Oklahoma City Thunder e i Los Angeles Lakers con 20 punti, 20 rimbalzi e 21 assist, mentre la seconda il 4 maggio 2021 nella gara tra i Washington Wizards e gli Indiana Pacers, collezionando 14 punti, 24 assist e 21 rimbalzi.
- Wilt Chamberlain, Russell Westbrook e Nikola Jokić sono gli unici giocatori nella storia della NBA ad aver realizzato una tripla doppia con 20+ punti, 20+ rimbalzi e 15+ assist.
- Nikola Jokić è il giocatore con più triple doppie in una singola stagione di playoff, a quota 10 nel 2022/23.
- Nikola Jokić è l'unico giocatore nella storia della NBA ad aver messo a referto una tripla doppia con 30+ punti, 20+ rimbalzi e 20+ assist.